# Chrysobothris trochilus
Chrysobothris trochilus es una especie de escarabajo del género Chrysobothris, familia Buprestidae. Fue descrita científicamente por Waterhouse en 1887.